# Buyan Sechen Khan
Triệt Thìn Hãn (Buyan Sechen Khan) (Bố Diên) (1556-1604) là một vị khả hãn của nhà Bắc Nguyên đóng đô tại Mông Cổ. Ông là con trai cả của Tumen Zasagt Khan, người mà ông đã kế vị.

## Trị vì
Dưới thời cai trị của Buyan Khan, chính trị Mông Cổ một lần nữa rơi vào tình trạng hỗn loạn và mặc dù các đại hãn đã được công nhận là nhà lãnh đạo của tất cả những người Mông Cổ, điều đó chỉ còn là trên danh nghĩa. Buyan Khan thậm chí đã cố gắng để thể hiện những gì đã được đồn đại là Con dấu hoàng gia của Thành Cát Tư Hãn với các gia tộc Mông Cổ khác để hợp thức hóa sự cai trị của ông. Ông cai trị dân theo công lý và tôn giáo.
Ông qua đời năm 1604.